# Breze (distrikt i Bulgarien, Smoljan)
Breze (bulgariska: Брезе) är ett distrikt i Bulgarien.   Det ligger i kommunen Obsjtina Devin i regionen Smoljan, i den sydvästra delen av landet, 150 km sydost om huvudstaden Sofia.
I omgivningarna runt Breze växer i huvudsak blandskog. Runt Breze är det ganska glesbefolkat, med 47 invånare per kvadratkilometer.